# Einsteckschloss

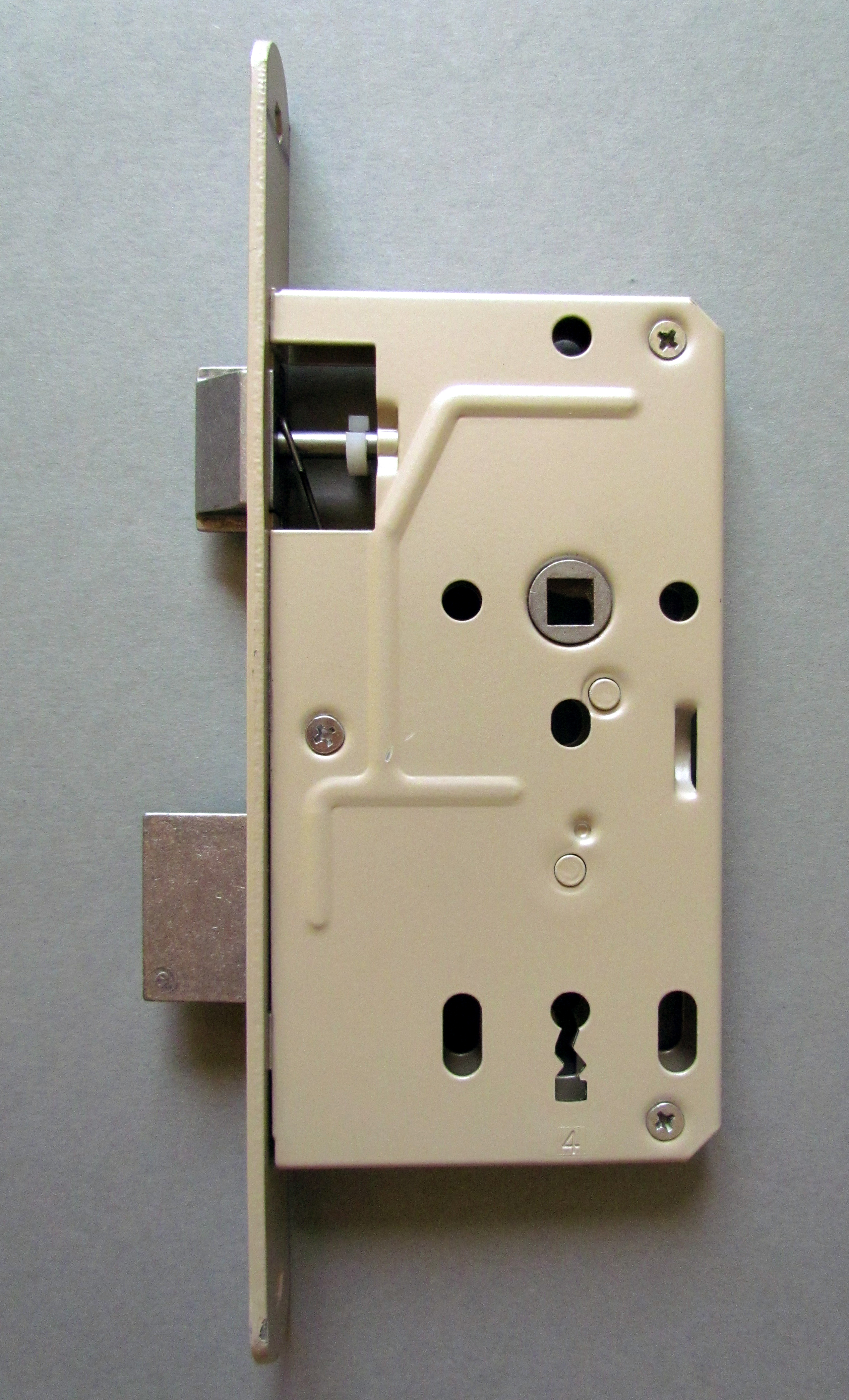
Einsteckschloss (vertikale Bauform)

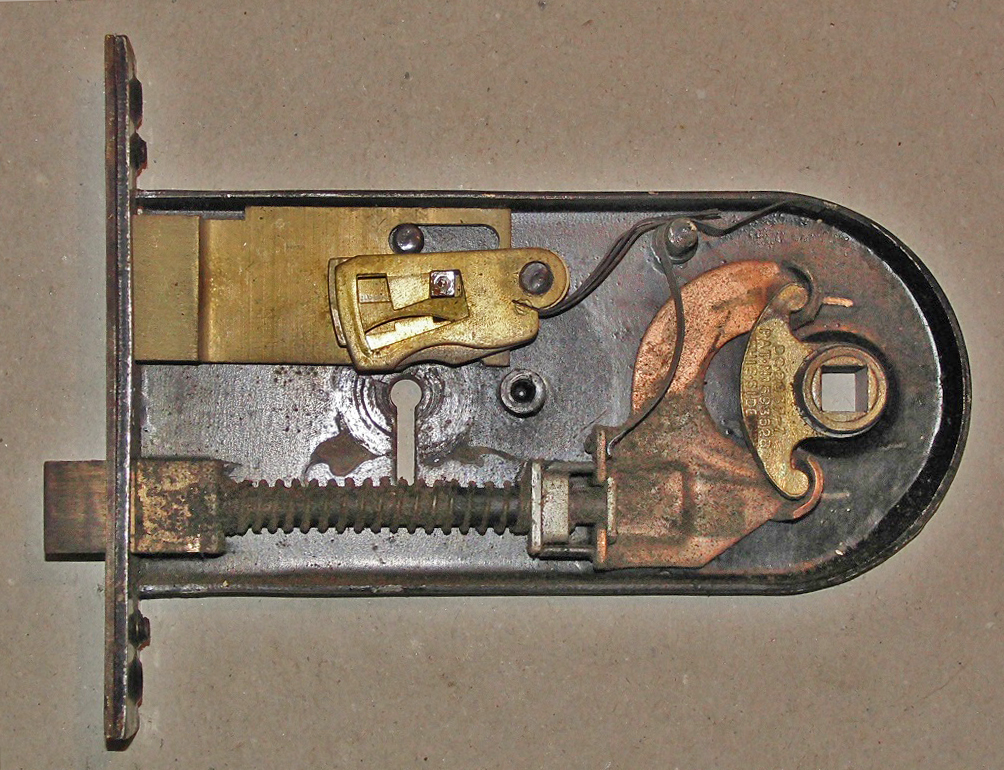
Bei der horizontalen Bauform sind Nuss und Schlüsselloch nebeneinander angeordnet.

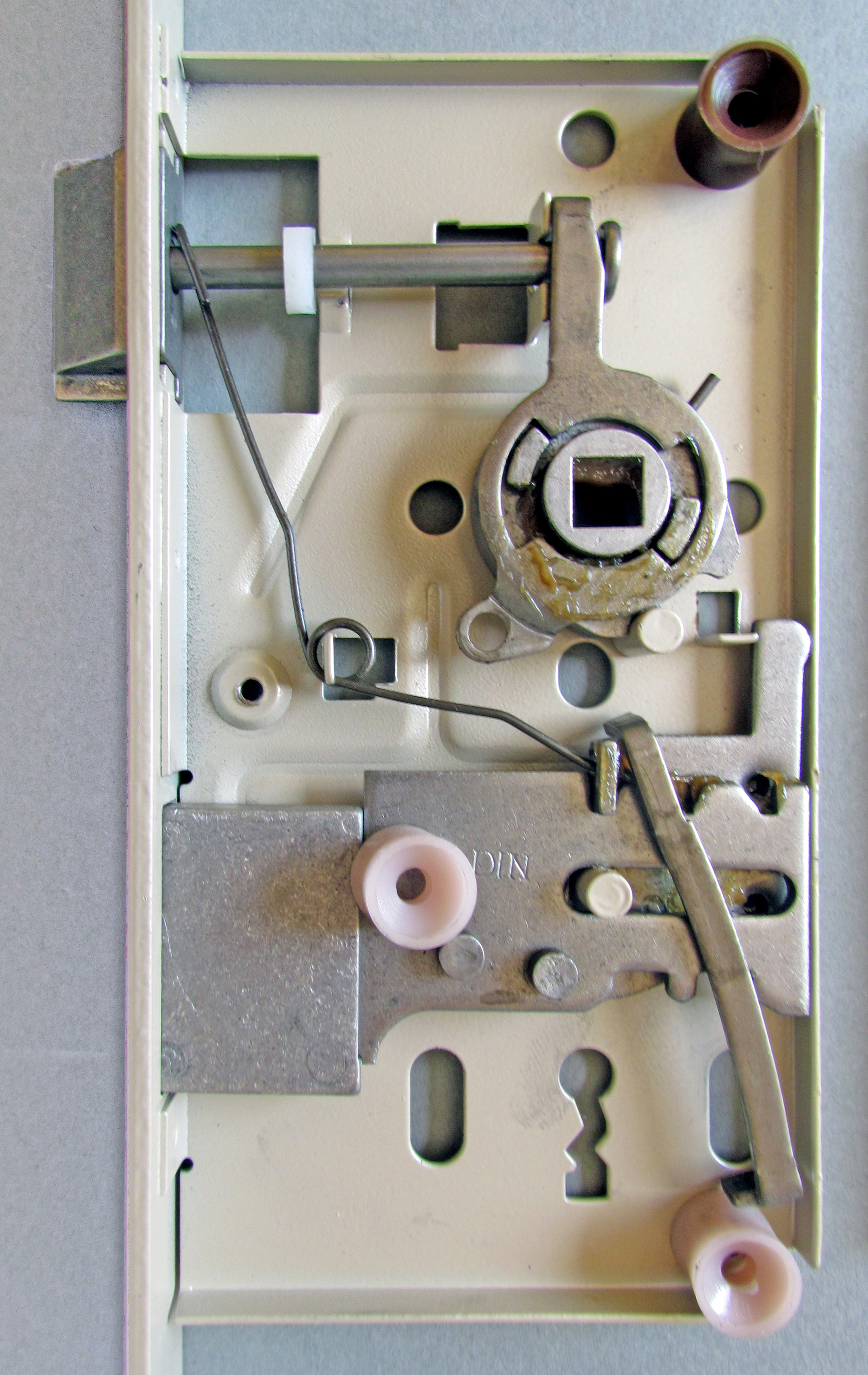
Innenansicht bei entfernter Schlossdecke

Das Einsteckschloss (auch Einstemmschloss) ist ein Türschloss mit Falle und Riegel nach DIN 18 251 zum Einbau in Stumpf-, Falz- oder Rohrrahmentüren. Bei einer Rohrrahmentür spricht man auch von einem Rohrrahmenschloss das eine besonders schmale Variante des Kastenschlosses darstellt.
Einsteckschlösser können ein Buntbart-, Zuhaltungs- oder Zylinderschließwerk haben oder werden per Badriegel abgesperrt. Gegenüber den historischen Kastenschlössern, die auf der Innenseite der Tür angebracht wurden, sind Einsteckschlösser bei geschlossener Tür nicht zu sehen und somit auch von der Innenseite nicht zu manipulieren. Andererseits wird das Türblatt durch die für das Einsteckschloss notwendige Aussparung geschwächt, die sogenannte Schlosstasche.

## Bezeichnungen
- Die Falle ist der angeschrägte Bolzen, der durch den Druck der Fallenfeder in die entsprechende Öffnung des Schließblechs schnappt, wenn die Tür ins Schloss fällt.
- Das Achsmaß bezeichnet den Abstand der Mitte der Falle zur nächstgelegenen Kante des Türblatts bzw. zur Außenkante des Schließblechs.
- Das Stegmaß bezeichnet den Abstand zwischen der langen Seite der Falle und der nächstgelegenen Kante des Türblatts bzw. der Außenkante des Schließblechs.
- Der Schlossriegel sitzt meist unterhalb der Falle im Stulp[3] (das im Türfalz sichtbare Blech eines eingebauten Einsteckschlosses) und wird nach dem Schließen der Türe mithilfe des Schlüssels (bei selbstverriegelnden oder motorgetriebenen Schlössern auch selbsttätig) in eine weitere Öffnung im Schließblech geschoben, um die Türe zu verriegeln.
- Der Wechsel ist eine Schubstange im Inneren des Schlosses, um die Falle von Haus- oder Wohnungstüren mit feststehendem Knauf mittels Schlüsselumdrehung öffnen zu können.
- Die Drückernuss ist der zentrale, runde Einsatz im Schloss, durch den der Vierkant des Türdrückers geführt wird. Nach Betätigung des Türdrückers sorgt die Nussfeder (auch Kontréfeder genannt) dafür, dass sich Drückernuss, Vierkant und Türdrücker wieder in die Ausgangsstellung bewegen.
- Schlossboden und Schlossdecke sind das untere und das obere Schlossblech, die hinter dem Stulp den Kasten (Korpus) des Schlosses bilden.
- Die Zuhaltung besteht aus verschieblichen Blechen im Inneren des Schlosses, die von der Zuhaltungsfeder in Aussparungen des Riegels gedrückt werden, um diesen in seiner Position zu sichern, bis er durch einen passenden Schlüssel entsperrt und vor oder zurück bewegt wird.

Alternativ befinden sich die Aussparungen im Zuhaltungsblech selber, das durch die Schlüsseldrehung angehoben wird, um einen auf dem Riegel befestigten Schlossstift (Tourstift) freizugeben und somit die Bewegung des Riegels zu ermöglichen. Chubbschlösser enthalten mehrere dieser Zuhaltungsbleche, die vom jeweiligen Absatz des abgestuften (gezackten) Bartes des zugehörigen Buntbartschlüssels auf die richtige Höhe gehoben werden, um den Riegel freizugeben.
Als Beispiel die Bezeichnung eines Einsteckschlosses als Buntbartschloss (BB), Dornmaß 55 mm, Rechtsschloss in der Widerstands-Klasse 1: „Schloss DIN 18 251 BB 55 R-l“.

## Auswahl der Öffnungsrichtung

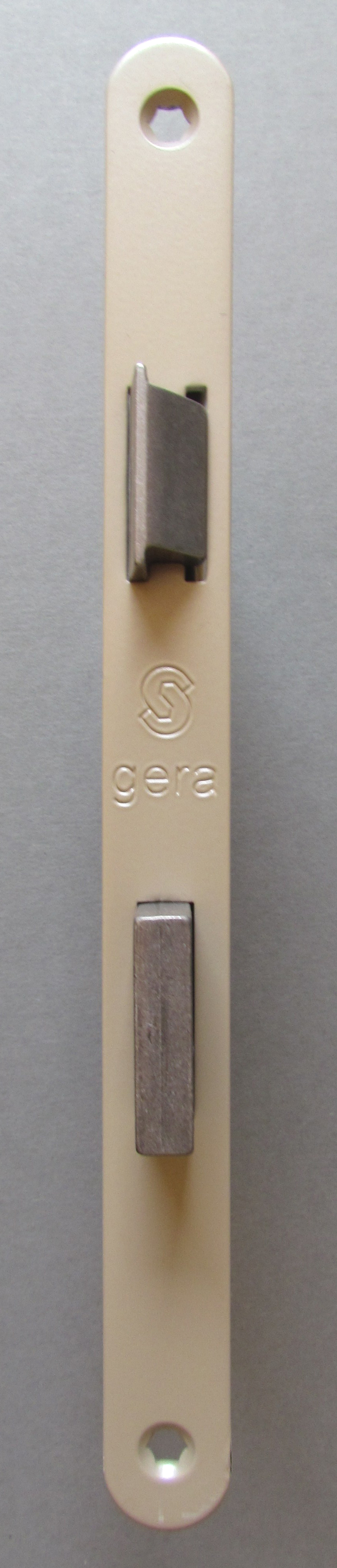
Aus dem Stulp ragen oben die Falle (hier wendbar) und unten der Riegel heraus, für Öffnungsrichtung „links“

Bei der Auswahl eines Einsteckschlosses ist auf die Öffnungsrichtung der Tür zu achten. Die Bezeichnung der Öffnungsrichtung kennzeichnen die Hersteller meist als „R“ (rechts) oder „L“ (links) in der Artikelbezeichnung. Wenn sich die Falle (am ausgebauten Schloss) wenden lässt, kann das Schloss gleichermaßen für links wie rechts öffnende Türen eingesetzt werden (vgl. Abbildung).
Das Wenden der Falle ist heute in der Regel ohne Öffnen des Schlossgehäuses, doch meist nur im ausgebauten Zustand möglich. Häufig muss dafür ein kleiner Schieber, der in einer von zwei beidseitigen Mulden am Gehäuse vorsteht, zu einer Seite hin und danach wieder zurückgeschoben werden. Zum Wenden muss die Falle entweder besonders tief ins Gehäuse eingedrückt oder aber herausgezogen werden, nur in einer dieser Positionen finden der hammerförmige doppelseitige Mitnehmer und die keilförmige Falle selbst Platz, um um 180 Grad um die Verschiebeachse gedreht zu werden.
Für eine links-schließende Tür passend liegt die spitz auslaufende Kante der Falle bei Sicht auf den Stulp links.

## Dornmaß

Dornmaß: Abstand vom Mittelpunkt von Schlüsselloch und Vierkantstift bis zur Außenkante

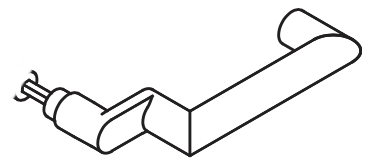
Gekröpfter Türdrücker, bewirkt größeren Abstand der greifenden Hand zum Türrahmen

Das Dornmaß bezeichnet den Abstand vom Mittelpunkt von Schlüsselloch und Vierkantstift bis zur Außenkante des Stulps. Es wird üblicherweise in Millimetern angegeben. Dornmaße liegen normalerweise im Bereich von 20 bis 100 mm. Üblich sind bei hölzernen Zimmertüren 55 mm, bei massiven Haustüren 65 mm, bei (verglasten) Rohrrahmentüren 24/30 mm und bei Brandschutztüren aus Metall 40–45 mm.
Gelegentlich wird auch das Hinterdornmaß angegeben: Dornmaß + Hinterdornmaß = Einstecktiefe. Die Einstecktiefe (Kastenbreite) ist maßgebend beim Einbau in ein vorhandenes Türblatt.
Türdrücker und -knöpfe an Schlössern mit einem Dornmaß unter 55 mm müssen nach DIN 18360 gekröpft sein, damit die von innen greifende Hand nicht an die Zarge gerät oder einklemmt.

## Entfernungsmaß
Auch Distanznorm oder Lochmittelabstand genannt.
Zur Auswahl des passenden Türbeschlags (Drückergarnitur) muss der Abstand zwischen dem Mittelpunkt der Drehachse (Vierkant) des Türdrückers und dem Drehpunkt des Schließzylinders berücksichtigt werden. In Deutschland sind dies meist 72 mm bei Zimmertüren mit Buntbart-Schlüsseln sowie 72 oder 92 mm  bei Türen mit Profilzylindern (PZ). Als Sonderanfertigung sind auch Entfernungsmaße zwischen 47 und 110 mm erhältlich.
| Land        | Anwendung                    | Entfernung in mm             |
| ----------- | ---------------------------- | ---------------------------- |
| Deutschland | Zimmertür (Buntbart oder PZ) | 72                           |
| Deutschland | Haustür                      | 92                           |
| Deutschland | Fluchttür/Panikschloss       | 92 oder 72                   |
| Deutschland | WC-Tür                       | 78                           |
| Schweiz     |                              | 78                           |
| Österreich  | Buntbart (Zimmertür)         | 90                           |
| Österreich  | Profilzylinder (Haustür)     | 88 (seltener auch 85 und 90) |
| Belgien     | Zimmertür                    | 72 oder 90                   |
| Belgien     | Haustür                      | 72, 85 oder 110              |
| England     | Haustür                      | 48                           |
| England     | Zimmertür                    | 57                           |
| Estland     | Zimmertür                    | 75                           |
| Finnland    | Zimmertür                    | 75                           |
| Frankreich  | Haustür                      | 70                           |
| Frankreich  | Zimmertür                    | 70 oder 72                   |
| Lettland    | Zimmertür                    | 75                           |
| Litauen     | Zimmertür                    | 75, teils 72                 |
| Niederlande | Zimmertür                    | 56                           |
| Niederlande | Haustür                      | 55, 72 oder 85               |
| Polen       | Zimmertür                    | 72                           |
| Tschechien  | Zimmertür                    | 72, 90                       |
| Tschechien  | Haustür                      | 72, 90, 92                   |
| Ungarn      |                              | 90                           |

## Drückernuss und Drückerdorn (Vierkant)
Der Drückerdorn verbindet die Türklinke mit der Drückernuss, welche die Bewegung der Türklinke auf die Schlossfalle überträgt. Er wird auch als Vierkant, Vierkantstift, Dornstift oder schlicht Stift bezeichnet. Die Drückernuss besitzt ein quadratisches Loch, in das der Drückerdorn geschoben wird.
Die Vierkantmaße der Drückernuss haben sich in Deutschland in den letzten Jahrzehnten auf drei gängige Maße reduziert: 8 × 8 mm für Zimmertüren, 10 × 10 mm für Haus- und robuste Wohnungseingangstüren und 9 × 9 mm für Feuerschutztüren sowie Panikschlösser. International ist das Maß von 8 × 8 mm am verbreitetsten. WC-Riegel können demgegenüber recht unterschiedliche Maße besitzen, bis hinab zu 5 × 5 mm (England). Neben den in der Tabelle genannten Maßen kommt selten auch das Maß 7,6 × 7,6 mm vor.
| Land                                            | Vierkantmaß in mm |
| ----------------------------------------------- | ----------------- |
| Deutschland (allgemein)                         | 8                 |
| Deutschland (Panikschlösser & Feuerschutztüren) | 9                 |
| Deutschland (manche Haustüren)                  | 10                |
| Frankreich                                      | 7                 |
| Frankreich                                      | 8                 |
| Österreich                                      | 8,5               |

Bei Flucht- und Paniktüren ist der Vierkant oft zweiteilig. Ein Teil hat dann eine Längsbohrung, durch die der andere Teil mit einer Schraube zugfest, aber gegeneinander drehbar verbunden werden kann. Der geteilte Vierkantstab ermöglicht es, dass der Drücker auf der Innenseite der Tür gegenüber dem Drücker auf der Außenseite eine unterschiedliche Funktion auslöst. So soll bei einer Paniktür die Türe auch dann bei Betätigung des Drückers auf der Innenseite öffnen, wenn die Türe mit einem Schlüssel abgesperrt wurde.

## Stulp

Der Stulp

Der Stulp (auch: die Stulpe) ist bei einem Schloss das nach dem Einbau noch sichtbare, in der Türblattkante eingelassene Blechteil. Er hat meist zwei Löcher für die Befestigungsschrauben des Schlosses, zwei Aussparungen für die Falle und den Riegel sowie gegebenenfalls ein Loch unterhalb des Riegels für die Befestigungsschraube des Profilzylinders, die Stulpschraube. Breite, Länge und Dicke des Stulps, die Ausführung seiner Enden (rund oder rechteckig) und der Abstand zwischen Falle und Riegel sind nicht einheitlich. Typisch sind z. B.
- Breite: 18, 20 oder 24 mm
- Dicke: 3 mm
- Länge: 235 mm (bei 72 mm Entfernung/Zimmer- oder Korridortür) oder 280 mm (bei 92 mm Entfernung/Haustür)
- Abstand von der Unterkante der Falle zur Oberkante des Riegels (Zargenmaß): 50 mm

## Normen
- Schloss DIN 18 251 – 1: Schlösser – Einsteckschlösser – Teil 1: Einsteckschlösser für gefälzte Türen[9]
- Schloss DIN 18 251 – 2: Schlösser – Einsteckschlösser – Teil 2: Einsteckschlösser für Rohrrahmentüren[10]
- Schloss DIN 18 251 – 3: Schlösser – Einsteckschlösser – Teil 3: Einsteckschlösser als Mehrfachverriegelung[11]
- Schloss DIN EN 12209: Schlösser und Baubeschläge – Schlösser – Mechanisch betätigte Schlösser und Schließbleche[12]